# Johann Arndt
Johann Arndt (Edderitz, 1555 – Celle, 1621) è stato un teologo tedesco.
Nella sua dottrina cercò di mantenere solo gli aspetti mistici del luteranesimo, unendovi anche le teorie di Bernardo di Chiaravalle.
Senza saperlo fu un pietista ante litteram.